# 2. ŽNL Osječko-baranjska NS Osijek 2009./10.
Ligu je osvojio NK Slavonac Tenja i u kvalifikacijama za 1. ŽNL Osječko-baranjsku izborio plasman u viši rang. Iz lige je u 3. ŽNL Osječko-baranjsku ispao NK LIV Vladislavci.

## Tablica
| Mj. | Klub                           | Sus. | Pobj. | Nerj. | Por. | GR.    | Bod. |
| --- | ------------------------------ | ---- | ----- | ----- | ---- | ------ | ---- |
| 1.  | NK Slavonac Tenja              | 22   | 19    | 2     | 1    | 102:17 | 59   |
| 2.  | NK Vitez '92 Tenjski Antunovac | 22   | 16    | 4     | 2    | 62:14  | 52   |
| 3.  | NK Radnik Josipovac            | 22   | 11    | 5     | 6    | 40:21  | 38   |
| 4.  | NK Tomislav Livana             | 22   | 9     | 7     | 6    | 36:24  | 34   |
| 5.  | NK Laslovo '91                 | 22   | 8     | 6     | 8    | 49:48  | 30   |
| 6.  | NK BSK Beketinci               | 22   | 9     | 3     | 10   | 37:36  | 30   |
| 7.  | NK Hajduk Veljko Šodolovci     | 22   | 9     | 1     | 12   | 38:58  | 28   |
| 8.  | NK Mursa-Zanatlija Osijek      | 22   | 7     | 6     | 9    | 40:34  | 27   |
| 9.  | NK LIO Osijek                  | 22   | 7     | 4     | 11   | 36:51  | 25   |
| 10. | NK Šubić Vuka                  | 22   | 8     | 1     | 13   | 29:69  | 25   |
| 11. | NK Sarvaš                      | 22   | 6     | 2     | 14   | 37:71  | 20   |
| 12. | NK LIV Vladislavci             | 22   | 2     | 1     | 19   | 18:81  | 7    |

## Rezultati
| NK Mursa-Zanatlija Osijek - NK Vitez '92 Antunovac 1:2 NK Laslovo '91 - NK Slavonac Tenja 2:4 NK LIO Osijek - NK Tomislav Livana 2:0 NK BSK Beketinci - NK LIV Vladislavci 4:1 NK Sarvaš - NK Hajduk Veljko Šodolovci 4:1 NK Radnik Josipovac - NK Šubić Vuka 3:0 | NK Vitez '92 Antunovac - NK Šubić Vuka 7:2 NK Hajduk Veljko Šodolovci - NK Radnik Josipovac 0:2 NK LIV Vladislavci - NK Sarvaš 0:5 NK Tomislav Livana - NK BSK Beketinci 1:0 NK Slavonac Tenja - NK LIO Osijek 3:0 NK Mursa-Zanatlija Osijek - NK Laslovo '91 2:1  | NK Laslovo '91 - NK Vitez '92 Antunovac 1:1 NK LIO Osijek - NK Mursa-Zanatlija Osijek 3:3 NK BSK Beketinci - NK Slavonac Tenja 0:6 NK Sarvaš - NK Tomislav Livana 0:4 NK Radnik Josipovac - NK LIV Vladislavci 3:0 NK Šubić Vuka - NK Hajduk Veljko Šodolovci 3:0 |
| NK Vitez '92 Antunovac - NK Hajduk Veljko Šodolovci 7:0 NK LIV Vladislavci - NK Šubić Vuka 3:0 NK Tomislav Livana - NK Radnik Josipovac 2:1 NK Slavonac Tenja - NK Sarvaš 7:0 NK Mursa-Zanatlija Osijek - NK BSK Beketinci 0:1 NK Laslovo '91 - NK LIO Osijek 1:1 | NK LIO Osijek - NK Vitez '92 Antunovac 1:2 NK BSK Beketinci - NK Laslovo '91 0:1 NK Sarvaš - NK Mursa-Zanatlija Osijek 1:1 NK Radnik Josipovac - NK Slavonac Tenja 1:1 NK Šubić Vuka - NK Tomislav Livana 1:4 NK Hajduk Veljko Šodolovci - NK LIV Vladislavci 0:1  | NK Vitez '92 Antunovac - NK LIV Vladislavci 4:0 NK Tomislav Livana - NK Hajduk Veljko Šodolovci 7:0 NK Slavonac Tenja - NK Šubić Vuka 9:1 NK Mursa-Zanatlija Osijek - NK Radnik Josipovac 1:4 NK Laslovo '91 - NK Sarvaš 3:1 NK LIO Osijek - NK BSK Beketinci 2:2 |
| NK BSK Beketinci - NK Vitez '92 Antunovac 0:1 NK Sarvaš - NK LIO Osijek 4:2 NK Radnik Josipovac - NK Laslovo '91 4:0 NK Šubić Vuka - NK Mursa-Zanatlija Osijek 3:1 NK Hajduk Veljko Šodolovci - NK Slavonac Tenja 0:3 NK LIV Vladislavci - NK Tomislav Livana 1:1 | NK Vitez '92 Antunovac - NK Tomislav Livana 0:0 NK Slavonac Tenja - NK LIV Vladislavci 8:0 NK Mursa-Zanatlija Osijek - NK Hajduk Veljko Šodolovci 4:1 NK Laslovo '91 - NK Šubić Vuka 5:1 NK LIO Osijek - NK Radnik Josipovac 1:0 NK BSK Beketinci - NK Sarvaš 4:0  | NK Sarvaš - NK Vitez '92 Antunovac 0:3 NK Radnik Josipovac - NK BSK Beketinci 2:0 NK Šubić Vuka - NK LIO Osijek 2:3 NK Hajduk Veljko Šodolovci - NK Laslovo '91 2:3 NK LIV Vladislavci - NK Mursa-Zanatlija Osijek 0:1 NK Tomislav Livana - NK Slavonac Tenja 2:2 |
| NK Vitez '92 Antunovac - NK Slavonac Tenja 2:1 NK Mursa-Zanatlija Osijek - NK Tomislav Livana 1:1 NK Laslovo '91 - NK LIV Vladislavci 6:1 NK LIO Osijek - NK Hajduk Veljko Šodolovci 5:1 NK BSK Beketinci - NK Šubić Vuka 1:2 NK Sarvaš - NK Radnik Josipovac 0:1 | NK Radnik Josipovac - NK Vitez '92 Antunovac 0:2 NK Šubić Vuka - NK Sarvaš 4:2 NK Hajduk Veljko Šodolovci - NK BSK Beketinci 3:2 NK LIV Vladislavci - NK LIO Osijek 1:4 NK Tomislav Livana - NK Laslovo '91 1:1 NK Slavonac Tenja - NK Mursa-Zanatlija Osijek 3:0  | NK Vitez '92 Antunovac - NK Mursa-Zanatlija Osijek 1:1 NK Slavonac Tenja - NK Laslovo '91 6:3 NK Tomislav Livana - NK LIO Osijek 3:0 NK LIV Vladislavci - NK BSK Beketinci 1:4 NK Hajduk Veljko Šodolovci - NK Sarvaš 2:1 NK Šubić Vuka - NK Radnik Josipovac 0:3 |
| NK Šubić Vuka - NK Vitez '92 Antunovac 0:1 NK Radnik Josipovac - NK Hajduk Veljko Šodolovci 1:1 NK Sarvaš - NK LIV Vladislavci 3:1 NK BSK Beketinci - NK Tomislav Livana 3:0 NK LIO Osijek - NK Slavonac Tenja 0:4 NK Laslovo '91 - NK Mursa-Zanatlija Osijek 1:0 | NK Vitez '92 Antunovac - NK Laslovo '91 5:0 NK Mursa-Zanatlija Osijek - NK LIO Osijek 1:0 NK Slavonac Tenja - NK BSK Beketinci 8:2 NK Tomislav Livana - NK Sarvaš 3:0 NK LIV Vladislavci - NK Radnik Josipovac 1:2 NK Hajduk Veljko Šodolovci - NK Šubić Vuka 10:0 | NK Hajduk Veljko Šodolovci - NK Vitez '92 Antunovac 0:5 NK Šubić Vuka - NK LIV Vladislavci 2:0 NK Radnik Josipovac - NK Tomislav Livana 0:0 NK Sarvaš - NK Slavonac Tenja 0:5 NK BSK Beketinci - NK Mursa-Zanatlija Osijek 2:1 NK LIO Osijek - NK Laslovo '91 2:7 |
| NK Vitez '92 Antunovac - NK LIO Osijek 3:0 NK Laslovo '91 - NK BSK Beketinci 1:1 NK Mursa-Zanatlija Osijek - NK Sarvaš 7:1 NK Slavonac Tenja - NK Radnik Josipovac 4:0 NK Tomislav Livana - NK Šubić Vuka 0:1 NK LIV Vladislavci - NK Hajduk Veljko Šodolovci 0:2 | NK LIV Vladislavci - NK Vitez '92 Antunovac 0:4 NK Hajduk Veljko Šodolovci - NK Tomislav Livana 2:0 NK Šubić Vuka - NK Slavonac Tenja 0:5 NK Radnik Josipovac - NK Mursa-Zanatlija Osijek 1:1 NK Sarvaš - NK Laslovo '91 5:1 NK BSK Beketinci - NK LIO Osijek 3:1  | NK Vitez '92 Antunovac - NK BSK Beketinci 0:0 NK LIO Osijek - NK Sarvaš 3:3 NK Laslovo '91 - NK Radnik Josipovac 1:1 NK Mursa-Zanatlija Osijek - NK Šubić Vuka 4:1 NK Slavonac Tenja - NK Hajduk Veljko Šodolovci 5:1 NK Tomislav Livana - NK LIV Vladislavci 3:1 |
| NK Tomislav Livana - NK Vitez '92 Antunovac 1:2 NK LIV Vladislavci - NK Slavonac Tenja 2:7 NK Hajduk Veljko Šodolovci - NK Mursa-Zanatlija Osijek 3:2 NK Šubić Vuka - NK Laslovo '91 1:1 NK Radnik Josipovac - NK LIO Osijek 0:1 NK Sarvaš - NK BSK Beketinci 0:4 | NK Vitez '92 Antunovac - NK Sarvaš 8:1 NK BSK Beketinci - NK Radnik Josipovac 3:2 NK LIO Osijek - NK Šubić Vuka 1:3 NK Laslovo '91 - NK Hajduk Veljko Šodolovci 2:4 NK Mursa-Zanatlija Osijek - NK LIV Vladislavci 7:0 NK Slavonac Tenja - NK Tomislav Livana 5:0  | NK Slavonac Tenja - NK Vitez '92 Antunovac 2:0 NK Tomislav Livana - NK Mursa-Zanatlija Osijek 0:0 NK LIV Vladislavci - NK Laslovo '91 2:7 NK Hajduk Veljko Šodolovci - NK LIO Osijek 3:0 NK Šubić Vuka - NK BSK Beketinci 1:0 NK Radnik Josipovac - NK Sarvaš 6:0 |
| NK Vitez '92 Antunovac - NK Radnik Josipovac 2:3 NK Sarvaš - NK Šubić Vuka 6:1 NK BSK Beketinci - NK Hajduk Veljko Šodolovci 1:2 NK LIO Osijek - NK LIV Vladislavci 4:2 NK Laslovo '91 - NK Tomislav Livana 1:3 NK Mursa-Zanatlija Osijek - NK Slavonac Tenja 1:4 | | |

## Kvalifikacije za 1. ŽNL Osječko-baranjsku
NK Slavonac Tenja - NK Šokadija Duboševica 1:0
NK Šokadija Duboševica - NK Slavonac Tenja 1:2
U 1. ŽNL Osječko-baranjsku se plasirao NK Slavonac Tenja.